# Acanthocreagris ronciformis
Espèce
Synonymes
- Microcreagris ronciformis Redikorzev, 1949
- Microcreagris ronciformis aucta Redikorzev, 1949
- Acanthocreagris vachoni Mahnert, 1976
- Acanthocreagris abaris Ćurčić, 1985

Acanthocreagris ronciformis est une espèce de pseudoscorpions de la famille des Neobisiidae.

## Distribution
Cette espèce se rencontre au Turkménistan et en Iran.

## Systématique et taxinomie
Cette espèce a été décrite sous le protonyme Microcreagris ronciformis par Redikorzev en 1949. Elle est placée dans le genre Acanthocreagris par Schawaller en 1985 qui dans le même temps place Microcreagris ronciformis aucta, Acanthocreagris vachoni et Acanthocreagris abaris en synonymie.

## Publication originale
- Redikorzev, 1949 : Pseudoscorpionidea of Central Asia. Travaux de l'Institut de Zoologique de l'Académie Sciences de l'U.R.S.S., vol. 8, p. 638-668.